# Рагоња
Рагоња (итал. Ragogna) је насеље у Италији у округу Удине, региону Фурланија-Јулијска крајина.
Према процени из 2011. у насељу је живело 707 становника. Насеље се налази на надморској висини од 219 м.

## Становништво
| 1936. | 1951. | 1961. | 1971. | 1981. | 1991. | 2001. | 2011. |
| ----- | ----- | ----- | ----- | ----- | ----- | ----- | ----- |
| 3.893 | 3.985 | 3.257 | 3.018 | 3.020 | 3.011 | 3.006 | 3.023 |